# Ophiacantha smitti
Ophiacantha smitti är en ormstjärneart som beskrevs av Ljungman 1872. Ophiacantha smitti ingår i släktet Ophiacantha och familjen knotterormstjärnor. Inga underarter finns listade i Catalogue of Life.